# Gendiagnostik
Gendiagnostik är en form av gentest som används för att diagnostisera eller utesluta vissa kromosomala tillstånd och genetiska sjukdomar. 
I många fall används gendiagnostik för att bekräfta en diagnos när en särskild sjukdom eller annat tillstånd misstänks, baserat på symtom eller kännetecken på kroppen. Gendiagnostik finns enbart för ett begränsat antal sjukdomar och tillstånd, även om antalet växer. Test kan tas när som helst under en människas liv. 
Resultatet av gendiagnostik kan påverka en persons val vad gäller sjukvård eller hur en sjukdom ska hanteras. 